# Mustelus sinusmexicanus
Mustelus sinusmexicanus  (лат.) — недавно описанный вид хрящевых рыб рода обыкновенных куньих акул семейства куньих акул отряда кархаринообразных. Обитает в центрально-западной и юго-западной частях Атлантического океана. Размножается живорождением. Максимальная зафиксированная длина 140 см. Опасности для человека не представляет. Коммерческого значения не имеет.

## Таксономия
Впервые вид научно описан в 1997 году. Голотип представляет собой самца длиной 83 см, пойманного в 1967 году у берегов Дофин-Айленда, Алабама, на глубине 91 м. Паратипы: самцы длиной 70 см, 43,8 см, 40,9 см и самка длиной 41,5 см, пойманные в Мексиканском заливе в дельте реки Миссисипи на глубине 16 м; самка длиной 55 см, пойманная в 1957 году у берегов Галвестона, Техас, на глубине 51 м; самки длиной 38,2 и 38,8 см, пойманные в 1961 году неподалёку от Кэмерона на глубине 82 м; самка длиной 40,5 см, пойманная в 1960 году на глубине 42 м у острова Маяк Шандалёр, Луизиана; самка длиной 35,2, пойманная в 1959 году у Гранд Айла; самцы длиной 40,5 и 41,5 см, пойманные у Фрипорта, Техас; самец длиной 40,1 см, пойманный в 1940 году у Галвестона. Этот вид акул, обитающий в Мексиканском заливе, иногда путали с симпатрическими американскими и флоридскими куньими акулами. Он отличается от обоих видов наличием высокого центрального острия на зубах, меньшим количеством позвонков, формой латеральных зубцов (трёхконечной в отличие от остроконечной у большинства особей американских и флоридских куньих акул) и тем, что щёчно-глоточные зубы у этого вида покрывают только конец языка и переднюю часть глотки. Кроме того у Mustelus sinusmexicanus губные борозды большей длины, а грудные плавники и верхняя часть хвостового плавника взрослых акул менее выраженной серповидной формы. Их ареал имеет небольшое батиметическое перекрытие с флоридскими куньими акулами, которые в Мексиканском заливе встречаются в основном на глубине менее 55 м. Кроме того, по сравнению с американскими куньими акулами морда у них короче.

## Ареал
Эти акулы являются эндемиками Мексиканского залива и встречаются на континентальном шельфе и в верхней части материкового склона на глубине 36—229 метров, чаще всего между 42 и 91 м. Они обитают у берегов Мексики (Кампече, Табаско, Веракрус) и США (Алабама, Флорида, Луизиана, Миссисипи и Тахас).

## Описание
У Mustelus sinusmexicanus короткая и вытянутое веретенообразное тело. Внешне они очень похожи на американских и флориских куньих акул. Овальные крупные глаза вытянуты по горизонтали. Позади глаз имеются расположены дыхальца. По углам рта имеются длинные губные борозды. Тупые и плоские зубы асимметричны, с высоким центральным остриём. Щёчно-глоточными зубчики покрывают кончик языка и переднюю часть глотки. Грудные плавники небольшие. Первый спинной плавник больше второго спинного плавника. Его основание расположено между основаниями грудных и брюшных плавников. Основание второго спинного плавника начинается перед основанием анального плавника. Анальный плавник меньше обоих спинных плавников. У края верхней лопасти хвостового плавника имеется вентральная выемка. Хвостовой плавник вытянут почти горизонтально. Окрас серый без отметин. Брюхо светлое.

## Биология
Mustelus sinusmexicanus размножаются, вероятно, плацентарным живорождением. В помёте бывает до 8 новорожденных. Самцы и самки достигают половой зрелости при длине 80 см и 118 см. Длина новорожденных 39—43 см. Рацион состоит в основном из донных ракообразных, также эти акулы на поедают небольших костистых рыб.

## Взаимодействие с человеком
Вид не представляет опасности для человека. В качестве прилова попадает в коммерческие рыболовные сети. Данных для оценки статуса сохранности данного вида недостаточно.